# Cafea cu parfum de femeie
Cafea cu parfum de femeie (Café, con aroma de mujer) este o telenovelă produsă în Columbia în 1993. Scenariul a fost creat de Fernando Gaitan. 
Această telenovelă a marcat diferența în telenovelele latino-americane prin modul în care a fost creată. Povestea implică ambele tipologii ale unei părți din Columbia modernă ocupând un loc important în inima plantației de cafea columbiene cât și într-o importantă firmă exportatoare de cafea .

## Linia subiectului
Cafea cu parfum de femeie este despre o tânără, cunoscută în lume drept Gaviota, în realitate chemând-o Teresa Suarez (Margarita Rosa de Francisco), Gaviota însemnând în limba româna pescăruș, o femeie care lucrează pe o plantație de cafea având ocupația de culegătoare și Sebastian Vallejo (Guy Ecker) cel mai mare copil al unui puternic om de afaceri din industria cafelei din Columbia. Când cei doi s-au întâlnit pe plantația de cafea, ei au început o pasionantă aventură. Aceștia s-au despărțit până la urmă, Sebastian decizând să se căsătorească cu o altă femeie. Gaviota decide să intre în importanta lume a cafelei dominată de bărbați. Aceasta are succes ca fiind prima femeie care lucrează la un nivel atât de important în acea lume. Când Sebastian și Gaviota se vor întâlni din nou, ei vor afla că dragostea dintre ei doi nu a murit niciodată. Acea scenă este puțin cam dulceagă, plină de afecțiune, romantică și comică în același timp.
Telenovela arată în special o imagine panoramică și autentică a culturii tradiționale columbiene de cafea, de la culegători care muncesc pe plantații până la exportatori, apoi partea birocratică a unei Asociații a breslei industriei cafelei columbiene urmând avansarea la o organizație internațională.

## Impact
În scurt timp, Cafea cu parfum de femeie devine cel mai popular serial de televiziune printre toate categoriile de vârstă și gen. Toată lumea aștepta cu nerăbdare un nou episod cu cât serialul înainta în desfășurare. Principala actriță, Margarita Rosa de Francisco , care a fost în România fiind invitată la emisiunea Surprize-Surprize în ediția din data de 4 noiembrie 2000, ea a jucat în mai multe telenovele columbiene de succes amintind: Gallito Ramirez (1986) și Los Pecados de Inés de Hinojosa,(1988), ea este fostă Miss Columbia și a fost căsătorită cu cântărețul Carlos Vives, ea a dat viață personajului "Gaviota", unul din cele mai populare personaje din telenovelele produse în Columbia.
Coloană Sonoră
- Gaviota (Pescăruș);
- Aroma de mujer - ("Parfum de femeie" );
- Entre dos fuegos - ("Între două focuri");
- Mal Amor - ("Iubire rea");
- Sangra un corazón - ("Sângerează o inimă");
- A mi pesar - ("Spre regretul meu");
- As de Corazones - ("As din inimă");
- Como si nada - (Ca și cum ar fi nimic );
- Como un cristal - (Ca un cristal);
- Vuelve - (Întoarce-te );
- Café café - (Cafea -cafea );
- Ni soy río, ni soy flor - (Nu sunt nici râu , nu sunt nici floare );
- Inquietud - (Neliniște).

Cântă: Margarita Rosa de Francisco